# Гекон на Токашики
Гекон на Токашики (Goniurosaurus kuroiwae), наричан също японски еублефар, е вид влечуго от семейство Геконови (Gekkonidae). Видът е застрашен от изчезване.

## Разпространение
Разпространен е в Япония (Рюкю).